# For Love Not Lisa
For Love Not Lisa é uma banda de rock cristão que vai do grunge, rock alternativo e punk rock ao metal industrial.
Formada no início de 1990 em Oklahoma City, Oklahoma, foi contratada primeiro pela Elektra Records e, posteriormente, pela Tooth and Nail Records.
O primeiro álbum da banda, Merge, foi lançado em 1993. Contribuíram para a trilha sonora do thriller de 1994 O Corvo, com a canção "Slip Slide Melting".
Após a separação, vários membros da banda formaram a banda de rock cristão Puller.
Miles, o guitarrista da banda, formou uma nova banda, a Echo Division, em 2005. Eles lançaram seu primeiro álbum, "Under California Stars", pelo selo independente Interleague Records. Michael Lewis fundou a Zambooie.com, uma loja online de mercadorias com vídeos e entrevistas de bandas.

## Discografia
- For Love Not Lisa EP, 1992 (Indivision)[5]
- Merge, 1993 (East West)[6]
- Merge, 1993 (Elektra)
- Information Superdriveway, 1995 (East West)[7][8]
- The Lost Elephant, 1999 (Tooth & Nail)[9]